# Cylindroniscus vallesensis
Cylindroniscus vallesensis là một loài chân đều trong họ Trichoniscidae. Loài này được Schultz miêu tả khoa học năm 1970.